# 11941 Archinal
11941 Archinal este o planetă minoră (asteroid), cu un diametru de 4,847 km, din Inner Main Belt⁠(d). A fost descoperită pe 23 mai 1993 la Observatorul Palomar de Carolyn S. Shoemaker. 
Obiectul prezintă o orbită caracterizată de o semiaxă mare de 1,9513848 UAi, o excentricitate de 0,05, o înclinație de 25,0996 ° în raport cu ecliptica.